# Розово лапачо
Розово лапачо (на латински: Handroanthus impetiginosus; на испански: Lapacho rosado) е вид дърво, разпространено в Централна и Южна Америка, от Мексико до Аржентина.
От изсушените листа на растението се приготвя тонизиращата напитка лапачо.

## Биологическо описание
Розовото лапачо е голямо широколистно дърво, достигащо до 80 см в диаметър и 30 м височина. Короната на дървото е голяма, кълбовидна. Листата са с дължина 5-8 см, с елипсовидна форма, с леко назъбени ръбове.

## Лапачо
Лапачото е традиционна южноамериканска тонизираща напитка, която се приготвя от вътрешната кора на дървото Розово лапачо. Известна е като „чая на инките“.